# Patronpapper
Patronpapper är en typ av tungt papper av hög beskaffenhet som brukas för illustration och teckning. Uttrycket "patron" hänvisar till historien om det papper som ursprungligen användes för tillverkning av papperspatroner för tidiga bakladdade skjutvapen.

## Källhänvisningar
1. ↑  A Dictionary of Descriptive Terminology: cartridge paper (accessed 23 Oct 2009)